# ماهاتسینجو
ماهاتسینجو (به لاتین: Mahatsinjo) یک منطقهٔ مسکونی در ماداگاسکار است که در مائوتنانا (بخش) واقع شده‌است.
 ماهاتسینجو  ۱۵٬۰۰۰ نفر جمعیت دارد و ۸۱۶ متر بالاتر از سطح دریا واقع شده‌است.